# Jevgenyij Pavlovics Brandisz
Jevgenyij Pavlovics Brandisz (Moszkva, 1916. április 16. – 1985. augusztus 29.) szovjet-orosz irodalomkritikus, filológus.

## Élete
Apja Pavel Markovics Brandisz (? - 1965), anyja Marija Szolomonovna Brandisz fogorvos (? - 1942) volt. 1922 és 1928 közt az Ivanovo-közeli Suja városban tanult. Családja 1928-ban költözött Leningrádba, ahol előbb műszaki tanulmányokat folytatott, majd filológiával kezdett foglalkozni. Egyetemi tanulmányait a Leningrádi Állami Egyetem filológiai karán fejezte be, ezután a Mihail Szaltikov-Scsedrinről elnevezett Állami Közkönyvtárban kezdett dolgozni. A francia Jules Verne társaság tiszteletbeli tagja volt. 1939-ben publikált először, a szovjet tudományos-fantasztikus irodalom egyik megalapítója, tucatnyi könyvet, csaknem száz cikket és esszét tett közzé a sci-fi történetéről, problémáiról, valamint az egyes szerzők munkáiról.
Magyar nyelven a Galaktika közölte néhány elméleti írását.
Első felesége Nyina Moiszejevna Brandisz (1917-1988) fordító, második felesége Kira Fjodorovna Kulikova (1921-2009) gyermekíró, színházi szakértő volt.

## Munkái
- Жюль Верн и вопросы развития научно-фантастического романа, 1955
- Жюль Верн: Библиогр. указатель, 1955
- Жюль Верн: Очерк жизни и творчества, 1956
- Советский научно-фантастический роман, 1969
- Дорога к звёздам, 1961
- Жюль Верн: Очерк жизни и творчества, 1963
- Через горы времени: Очерк творчества И.Ефремова, 1963
- Мир будущего в научной фантастике, 1965
- От Эзопа до Джанни Родари, 1965
- Зеркало тревог и сомнений, 1967
- Марко Вовчок, 1968
- Сила молодая, 1972
- Вперёдсмотрящий. Жюль Верн: Повесть о великом мечтателе, 1976
- От Эзопа до Джанни Родари, 1980
- Рядом с Жюлем Верном: Документальные очерки, 1981
- Рядом с Жюлем Верном: Документальные очерки, második kiadás, 1985

## Fordítás
- Ez a szócikk részben vagy egészben  a(z)   Брандис, Евгений Павлович című orosz Wikipédia-szócikk ezen változatának fordításán alapul.  Az eredeti cikk szerkesztőit annak laptörténete sorolja fel. Ez a jelzés csupán a megfogalmazás eredetét és a szerzői jogokat jelzi, nem szolgál a cikkben szereplő információk forrásmegjelöléseként.